# Betten
Betten (también conocida como Betten-Bettmeralp) fue una comuna suiza del cantón del Valais, ubicada en el distrito de Raroña oriental. Limitaba al norte con la comuna de Fieschertal, al este con Fiesch, Lax y Martisberg, al sur con Grengiols y Mörel-Filet, y al oeste con Riederalp y Naters.
El 1 de enero de 2014 se fusionó con Martisberg para formar la actual comuna de Bettmeralp.

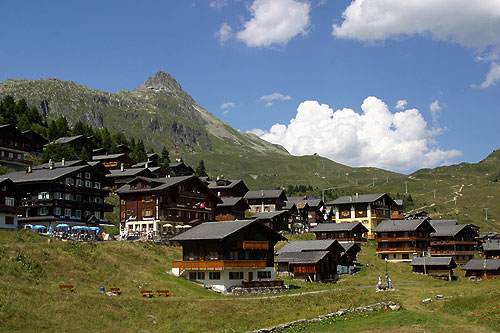
Vista de Bettmeralp.